# Sherwin-Williams
La Sherwin-Williams Company è un'azienda statunitense che si occupa principalmente di produzione, distribuzione, e vendita di pitture e vernici per industrie, professionisti, commercianti e negozi, principalmente in Nord e Sud America e Europa.

## Storia
È stata fondata da Henry Sherwin e Edward Williams a Cleveland (Ohio) nel 1866, l'azienda opera in cinque settori: Paint Stores Group, Protective & Marine, Automotive, Aerospace e Global Finishes Group.
Nel 2010 l'azienda acquisisce il settore Industrial Coatings dell'Arch Chemicals, Inc., di cui fa parte l'italiana Sayerlack.